# Edina Szombati
Edina Szombati (* 14. März 1972 in Szeged) ist eine ehemalige ungarische Squashspielerin.

## Karriere
Edina Szombati nahm mit der ungarischen Nationalmannschaft mehrere Male bei Europameisterschaften teil. Im Einzel stand sie 2005, 2006 und 2010 im Hauptfeld, kam aber nie über die erste Runde hinaus. Für Ungarn spielte sie außerdem 2013 bei den World Games, wo sie ebenfalls in der ersten Runde ausschied. Insgesamt sechsmal wurde sie ungarische Meisterin: ihren ersten Titel sicherte sie sich 2002, ihren letzten 2013.

## Erfolge
- Ungarische Meisterin: 6 Titel (2002, 2004, 2005, 2010, 2012, 2013)